# Ota I. Saský
Ota I. zvaný Vznešený (německy Otto der Erlauchte, 851 ? – 30. listopadu 912) byl od roku 880 vévoda saský a od roku 888 též hrabě z Eichsfeldu z dynastie Luidolfingů.
Byl mladším synem saského vévody Liudolfa a jeho manželky Ody. Podle kronikáře Widukinda mu byla po smrti Ludvíka Dítěte († 911) nabídnuta koruna východofranské říše. Ota ji však s ohledem na svůj věk odmítl a navrhl za krále Konráda Mladšího. Tato událost je však některými historiky zpochybňována.